# Hassan Ridgeway
Hassan Ridgeway (* 2. listopadu 1994 v Mansfieldu, stát Texas) je hráč amerického fotbalu nastupující na pozici Nose tackla za tým Indianapolis Colts v National Football League. Univerzitní fotbal hrál za University of Texas at Austin, poté byl vybrán ve čtvrtém kole Draftu NFL 2016 týmem Indianapolis Colts.

## Univerzita
Ridgeway odehrál mezi roky 2012 až 2015 za University of Texas at Austin 36 utkání (18 jako startující hráč) a zaznamenal 92 tacklů, z toho18,5 tacklu pro ztrátu a 9,5 sacku.

## Profesionální kariéra
| Parametry před draftem |           |            |                |                    |        |          |                   |                |              |
| Výška                  | Váha      | Délka paží | Velikost rukou | Sprint na 40 yardů | 20 ss  | 3 kužely | Vertikální výskok | Skok z místa   | Benchpress   |
| 6 stop 3 palce         | 303 liber | 33 palců   | 93⁄8 palce     | 5.02 s             | 4.82 s | 8.28 s   | 32 palců          | 9 stop 5 palců | 24 opakování |

### Indianapolis Colts
Ridgeway byl draftován ve čtvrtém kole Draftu NFL 2016 jako 116. hráč celkově týmem Indianapolis Colts, smlouvu podepsal 5. května.